# Staré Ransko
Staré Ransko (německy Alt Ransko) je vesnice, část městyse Krucemburk v okrese Havlíčkův Brod. Nachází se asi 2 km na jihozápad od Krucemburku. V roce 2009 zde bylo evidováno 152 adres. V roce 2001 zde trvale žilo 208 obyvatel. V současnosti (2021) je Staré Ransko tvořeno přibližně 141 domy s 183 obyvateli v 57 trvale obydlených domech.
Staré Ransko je také název katastrálního území o rozloze 14,38 km2.

## Historie
Pravděpodobně první písemná zmínka je v listině z 25. května 1362, v níž Zdeněk z Ronova u Přibyslavi zakládá ve vsi Pravnově kostel Všech svatých. K výživě duchovního určil výnosy z lánů v Pravnově a osadě Ronwald. Tyto dvě kolonizační osady se nacházely v pomezním pralese z Čech na Moravu zvané „stezka Libická“. Osada Ronwald se zřejmě nacházela v oblastech dnešního Ranska, Pravnov v místech Nového Ranska. Kostel v Pravnově sloužil jako farní. Po třicetileté válce byla fara přenesena do obce Krucemburk. Kostel se stal filiálním a po přestavbě v polovině 17. století byl zasvěcen sv. Vavřinci. V 18. století vesnice Pravnov zanikla a kostel stával o samotě poblíž Ostrolovského rybníka. V květnu 1787 byl prodán ke zbourání a dnes není známo, kde přesně stával. První domky dnešního Nového Ranska byly postaveny v letech 1832 až 1835.

### Výroba železa
První písemná zmínka o železářském hamru v Ransku je z roku 1393. Od roku 1470 jsou jako majitelé uvádění hamerníci Jakub a jeho bratranec Petr. Poté následuje až do poloviny 17. století řada dalších hamerníků, v této době pracují také hutě v blízkém Sobiňově a v Železných Horách s tehdy moderními pecemi, tzv. dýmačkami. Je možné, že tehdy i na Ransku došlo k modernizaci tavicích pecí. V roce 1623 koupil polenské panství rod Ditrichsteinů. Kníže Ferdinand přejal železářský provoz do vlastní režie a v letech 1667–1677 nechal postavit vysokou pec dle štýrského vzoru. V roce 1623 činila výroba střeliva 1214 centů. Vzhledem k následkům větrné bouře z prosince 1740 ale nastal nedostatek paliva pro vysoké pece a ranské hutě byly uzavřeny kolem roku 1756.
K obnovení hutnické a metalurgické činnosti na katastru Starého Ranska došlo až počátkem 19. století. Roku 1811 se započalo s výstavbou vysoké pece. Vrchnost vykoupila domky Dolního Ranska v místě skladu dnešního závodu. Na takto získaných pozemcích byly stavěny budovy železáren. Poddaným byly poskytnuty stavební pozemky s jednou mírou pole, na nichž v letech 1815–1820 vzniklo první a druhé pořadí dnešní obce. Záznamy z roku 1386 zmiňují panský dvůr u Pobočského rybníka, původně roubená budova zvaná „Mayerhof“ byla roku 1623 přestavěna z tvrdého zdiva a roku 1811 složil dvůr pro potřeby železáren. Po ukončení železáren se zde nacházela lesní zpráva Raneckého polesí a hospodářské objekty. Pravděpodobně od 15. století se pod hrází rybníka Řeka nachází mlýn a později i pila, která je roku 1813 přestavěna pro účely hamrů a roku 1841 je zde usazen panský hajný. Mlýnská budova v 30. letech 20. století vyhořela a byla stržena. V roce 1841 se nachází v Ransku 51 domů, dva hostince, dva řezníci a čtyři hokynáři. Zmínka je i o pivovaru.
Dynamicky se rozvíjející železárny totiž přinesly velkou stavební činnost. Roku 1811–1814 byla postavena první vysoká pec, roku 1813 u Pobočného rybníka v Ransku kujnící výheň a nová kovárna, kolem roku 1820 dvojitá kujnící výheň a jeden cánhamr. Roku 1822 je postavena je postavena kuplovna, po roce 1836 soustružnické dílny tzv. Bohrwerk a druhá vysoká pec a roku 1847 třetí vysoká pec. Od roku 1823 pracují hutě v nedaleké Polničce, v roce 1838 jsou obě železárny sloučeny v jeden podnik úspěšně řízený baronem Leykamem z Vídně a v roce 1839 je v Polničce zprovozněna válcovna (byly zde válcovány kolejnice pro c.k. železnice). Touto dobou se jedná o druhý největší železářský podnik v Čechách a jednu z nejvýznamnějších železáren v rakousko-uherské monarchii. V době největšího rozkvětu v letech 1850–1855 zde pracovalo až 1500 zaměstnanců a ročně bylo přetaveno až 5000 tun železné rudy.
Nové technologie výroby železa a použití kamenného uhlí a koksu pro vytápění pecí ale zapříčinily, že podnik v Polničce zanikl roku 1865–1876. Od roku 1875 je na Ransku v provozu pouze kuplovna, pro kterou se již surové železo nakupovalo. V roce 1886 jsou pak železárny definitivně uzavřeny, a téměř všechny budovy postupně zbourány. Přesto už v roce 1862 založil pan Dymák pasířskou a zámečnickou dílnu a v roce 1890 koupil budovu bývalého Bohrwerku, aby zde postavil dílnu, v níž založil firmu na výrobu zemědělských strojů a stabilních spalovacích motorů. Firma zaniká roku 1927.
Také v letech 1872–1873 otevřel pan Janáček malou dílnu v bývalém hostinci, který patřil jeho otci, a zprvu začal vyrábět kovové mlýnky, později kalolisy a cukrovarnické zařízení. Vlastní slévárnu měl nejprve umístěnou v budově lihovaru v Krucemburku, od roku 1908 je již celý podnik v Ransku. V době druhé světové války probíhala v závodě zbrojní výroba pod německým dozorem. V roce 1947 je podnik zařazen pod n. p. První brněnská a královopolská strojírna Brno, od roku 1950 je začleněn do kovodělných závodů Chotěboř se zaměřením na potravinářský průmysl. Po privatizaci roku 1992 získala továrnu firma BEHO s.r.o. zabývající se strojírenskou výrobou.

### Šachta Tereza
První zmínky o výskytu barevných kovů v Ranském masívu pocházejí z roku 1891, tato skutečnost byla potvrzena geologickým průzkumem prováděným od roku 1958. V roce 1960 byla báňským průzkumem zahloubena šachta Tereza na ložisku jezírka. Od roku 1966 těžbu převzaly Rudné doly Příbram, závod Kutná Hora. Nadmořská výška štoly je 643,3 metrů. Těžba byla prováděna ve dvou patrech, 1 patro v hloubce 143,5 metrů, 2 patro 180 metrů. Z obou pater byly raženy překopy k jednotlivým ložiskům dobývající metodou „otevřených komor“. Vytěžené rudy byly k dalšímu zpracování převáženy do Kutné Hory. Těžba byla ukončeny k 1. červenci 1987, dostupné zařízení demontováno a jáma v hloubce 10 metrů zabetonována. Důl je nyní zatopen vodou.

## Přírodní poměry

### Geologický průzkum
Na zdejším ložisku byly těženy sulfidické ZnCu rudy. Dále se zde vyskytují ZnCuCo sulfidické rudy. Užitkové minerály těchto rud jsou např. chalkopyrit, sfalerit. Doprovodné rudy jako pyrit a pyrhotin. Řídce se vyskytující molybdenit, galenit a magnetit. Obsah kovů (Zn 3,17 %, Cu 0,7 %) je nízký a těžba kovů je v dnešní době rentabilní. V jednotlivých dolech Ranského masívu byly těženy železné rudy, jež tvoří limonit a hematit s obsahem kovů 18 až 30 %. Těžba probíhala převážně povrchově, ale i pomocí šachet do hloubek 50 metrů. Dnes jsou všechny šachty zavaleny.

### Ochrana přírody
Jihozápadně od vesnice leží národní přírodní rezervace Ransko a na jihovýchodní straně se nachází přírodní rezervace Řeka. Do jižní části katastrálního území zasahuje také přírodní rezervace Ranská jezírka.

## Ranecká zvonice
Zvonice založená roku 1862. Zvon daroval ředitel železáren Ed. Kleinpetr. Do této doby bylo na Ransku zvoněno tzv. „hutním zvonem“ na budově železáren. V roce 2011 byla zvonice nově zrekonstruována, byl vyměněn i zvon, takže od 6. července 2011 zvonice v obci opět ohlašuje poledne.

## Alej ve Starém Ransku
Význačná krajinná a sídelní dominanta, historický doklad osidlování krajiny v CHKO Žďárské vrchy. Celkem 154 stromů následujících dřevin:
- Javor klen (96 ks)
- Javor mléč (9 ks)
- Lípa velkolistá (12 ks)
- Jasan ztepilý (39 ks)

## Odraz v kultuře
František Langer v předmluvě ke knize svého bratra Jiřího Devět bran krátce popisuje život svého dědečka v horácké vesnici Staré Ransko. Jejich nejstarší známý předek byl do vesnice povolán v polovině 17. století kardinálem Dietrichsteinem z Holandska (kde sloužil jako hofjude). Následujících více než 250 let žila rodina Langerů stále ve stejné chalupě této vsi.